# 잔차 제곱합
통계에서 잔차제곱합 (SSR) 또는 오차제곱합 (SSE) 이라고도 알려진 잔차 제곱합(RSS)은 잔차의 제곱합(실제 경험적 데이터 값과 예측된 값의 차이)이다. 이는 선형회귀와 같은 추정모델과 데이터간의 불일치를 측정한다. 작은 RSS는 모델이 데이터에 꼭 맞는다는 것을 의미한다. 이는 매개변수 선택 및 모델 선택시 최적기준으로 사용된다.
일반적으로, 총제곱합(TSS) = 회귀제곱합(SSE) + 잔차제곱합(SSR)이다. 다변량 최소제곱법(OLS) 사례에 대한 증명은, 일반적인 최소제곱법 모델에서의 파티셔닝을 참고.

## 하나의 독립변수
독립변수가 하나인 모델에서 RSS는 다음과 같다.
{\displaystyle \operatorname {RSS} =\sum _{i=1}^{n}(y_{i}-f(x_{i}))^{2}}
여기서 yi 는 i 번째 예측할 변수 값이고, xi 는 i 번째 독립변수의  값이며, {\displaystyle f(x_{i})}는 yi 의 예측값이다( {\displaystyle {\hat {y_{i}}}} 라도도 함). 표준 선형 단순 회귀모델에서는 {\displaystyle y_{i}=\alpha +\beta x_{i}+\varepsilon _{i}\,}, 여기서 {\displaystyle \alpha }와 {\displaystyle \beta }는 계수이고, y와 x는 각각 종속변수와 독립변수이고, ε는 오차이다. 잔차의 제곱합은  {\displaystyle {\widehat {\varepsilon \,}}_{i}} 의 제곱합이며, 다음과 같다.
{\displaystyle \operatorname {RSS} =\sum _{i=1}^{n}({\widehat {\varepsilon \,}}_{i})^{2}=\sum _{i=1}^{n}(y_{i}-({\widehat {\alpha \,}}+{\widehat {\beta \,}}x_{i}))^{2}}
여기서 {\displaystyle {\widehat {\alpha \,}}}는 상수 {\displaystyle \alpha }의 추정 값이고, {\displaystyle {\widehat {\beta \,}}}는 기울기 계수 {\displaystyle \beta }의 추정 값이다.

## OLS 잔차제곱합에 대한 행렬 표현식
n개의 관측값과 k개의 설명자가 있는 일반 회귀 모델(첫 번째 설명자는 계수가 회귀 절편인 상수 단위 벡터임)은 다음과 같다.
{\displaystyle y=X\beta +e}
여기서 y는 종속 변수 관측값의 n × 1 벡터이고, n × k 행렬 X 의 각 열은 k 설명자 중 하나에 대한 관측값 벡터이다. {\displaystyle \beta }는 실제 계수의 k × 1 벡터이고, e는 실제 기본오차의 n × 1 벡터이다. 최소제곱법 추정값 {\displaystyle \beta }는 다음과 같다.
{\displaystyle X{\hat {\beta }}=y\iff }
{\displaystyle X^{\operatorname {T} }X{\hat {\beta }}=X^{\operatorname {T} }y\iff }
{\displaystyle {\hat {\beta }}=(X^{\operatorname {T} }X)^{-1}X^{\operatorname {T} }y.}
잔차 벡터 {\displaystyle {\hat {e}}=y-X{\hat {\beta }}=y-X(X^{\operatorname {T} }X)^{-1}X^{\operatorname {T} }y} ; 따라서 잔차 제곱합은 다음과 같다:
{\displaystyle \operatorname {RSS} ={\hat {e}}^{\operatorname {T} }{\hat {e}}=\|{\hat {e}}\|^{2}} ,
(잔차 놈(norm)제곱과 동일) 전체를 다시 정리하면 다음과 같다:
{\displaystyle \operatorname {RSS} =y^{\operatorname {T} }y-y^{\operatorname {T} }X(X^{\operatorname {T} }X)^{-1}X^{\operatorname {T} }y=y^{\operatorname {T} }[I-X(X^{\operatorname {T} }X)^{-1}X^{\operatorname {T} }]y=y^{\operatorname {T} }[I-H]y} ,
여기서 H 는 모자행렬 또는 선형회귀의 투영 행렬이다.

## 피어슨 상관관계와의 관계
최소제곱 회귀선은 다음과 같다.
{\displaystyle y=ax+b} ,
여기서 {\displaystyle b={\bar {y}}-a{\bar {x}}} 그리고 {\displaystyle a={\frac {S_{xy}}{S_{xx}}}}, 여기서 {\displaystyle S_{xy}=\sum _{i=1}^{n}({\bar {x}}-x_{i})({\bar {y}}-y_{i})} 그리고 {\displaystyle S_{xx}=\sum _{i=1}^{n}({\bar {x}}-x_{i})^{2}.}
그러므로,
{\displaystyle {\begin{aligned}\operatorname {RSS} &=\sum _{i=1}^{n}(y_{i}-f(x_{i}))^{2}=\sum _{i=1}^{n}(y_{i}-(ax_{i}+b))^{2}=\sum _{i=1}^{n}(y_{i}-ax_{i}-{\bar {y}}+a{\bar {x}})^{2}\\[5pt]&=\sum _{i=1}^{n}(a({\bar {x}}-x_{i})-({\bar {y}}-y_{i}))^{2}=a^{2}S_{xx}-2aS_{xy}+S_{yy}=S_{yy}-aS_{xy}=S_{yy}\left(1-{\frac {S_{xy}^{2}}{S_{xx}S_{yy}}}\right)\end{aligned}}}
여기서 {\displaystyle S_{yy}=\sum _{i=1}^{n}({\bar {y}}-y_{i})^{2}.}이다.
피어슨 상관관계는 다음과 같다.
{\displaystyle r={\frac {S_{xy}}{\sqrt {S_{xx}S_{yy}}}};} 그러므로, {\displaystyle \operatorname {RSS} =S_{yy}(1-r^{2}).}

## 추가 설명자료
- 아카이케 정보 기준#최소제곱과의 비교
- 카이제곱 분포#응용 프로그램
- 자유도(통계)#자유도와 제곱의 합
- 통계의 오차 및 잔차
- 적합성 부족 제곱합
- 평균 제곱 오차
- 카이제곱 통계량 감소, 자유도당 RSS
- 제곱 편차
- 제곱합(통계)

## 같이 보기
- 카이제곱 분포
- 자유도 (통계학)
- 평균 제곱 오차

## 참고자료
Archdeacon, Thomas J. (1994). 《Correlation and regression analysis : a historian's guide》. University of Wisconsin Press. 161–162쪽. ISBN 0-299-13650-7. OCLC 27266095.
1. ↑  Archdeacon, Thomas J. (1994). 《Correlation and regression analysis : a historian's guide》. University of Wisconsin Press. 161–162쪽. ISBN 0-299-13650-7. OCLC 27266095.

- Draper, N.R.; Smith, H. (1998). 《Applied Regression Analysis》 3판. John Wiley. ISBN 0-471-17082-8.